# Château d'Arundel
Pour les articles homonymes, voir Arundel.
Le château d'Arundel est un important édifice médiéval qui se dresse à Arundel dans le Sussex de l'Ouest, en Angleterre. Sa construction, commencée au XIe siècle sous le règne d'Édouard le Confesseur, fut complétée par Roger II de Montgommery, 1er comte de Shrewsbury. Cette demeure est aujourd'hui le principal fief, et le siège des ducs de Norfolk, premiers pairs d'Angleterre, qui détiennent le titre subsidiaire de comte d'Arundel.

## Historique

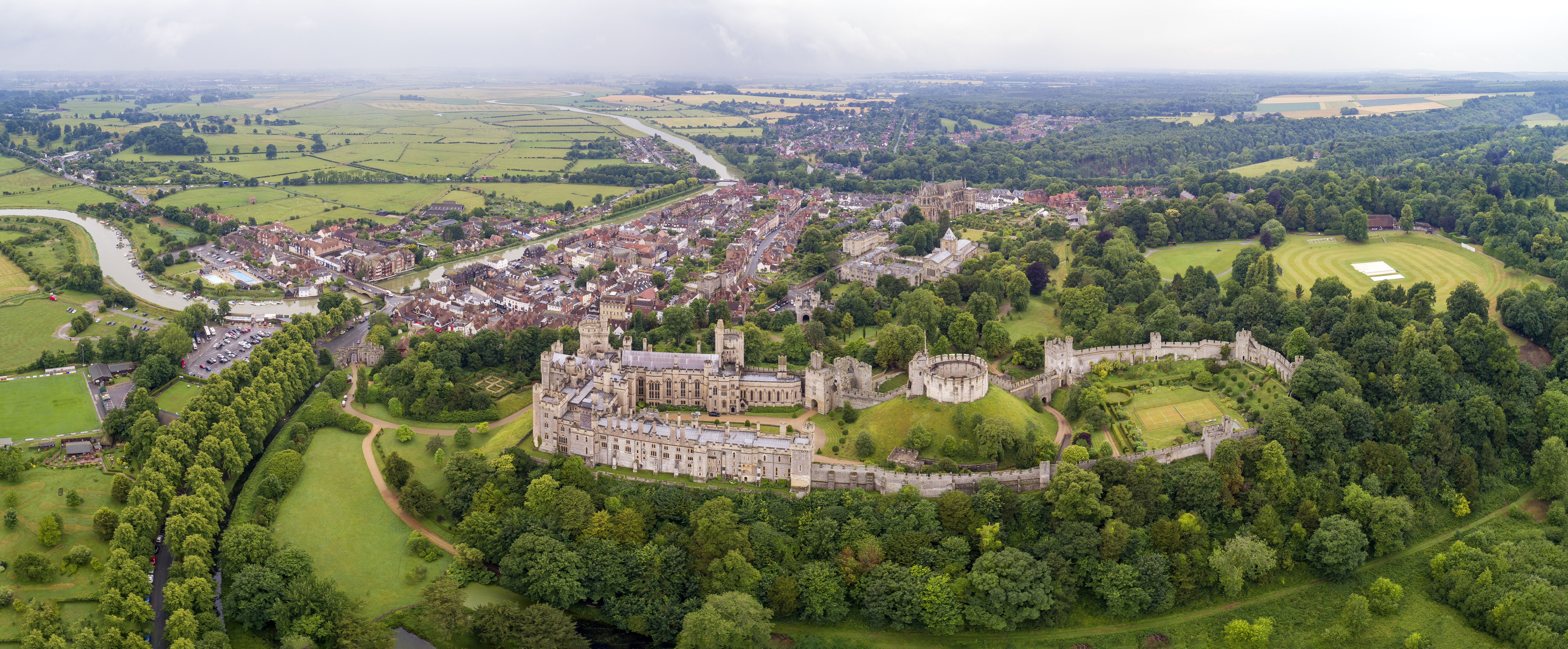
Panorama aérien du château d'Arundel, 2017.

Le château, originellement une motte castrale (qui existe toujours), permettait de surveiller la rivière côtière Arun. Roger II de Montgomery avait reçu le rape d'Arundel de Guillaume le Conquérant en 1067, juste après la conquête normande de l'Angleterre. Il est parfois désigné comme comte d'Arundel, bien qu'il n'ait jamais été créé ainsi par le Conquérant.
À la mort d'Hugues d'Aubigny inhumé à Wymondham, comte d'Arundel, mort célibataire et dernier de la ligne mâle directe, ses propriétés furent divisées et le château est devenu la propriété des ducs de Norfolk.
À la suite des dégâts infligés par les batailles de la première révolution anglaise, le château fut restauré aux XVIIIe et XIXe siècles.
Théâtre de plusieurs épisodes de l'histoire de l'Angleterre, le château a inspiré des peintres comme William Turner et servi de décor au film La Folie du roi George.
Il est encore aujourd'hui, le résidence familiale des ducs de Norfolk.

## Protection
Le château bénéficie d'une protection de grade I depuis le 26 mars 1949.

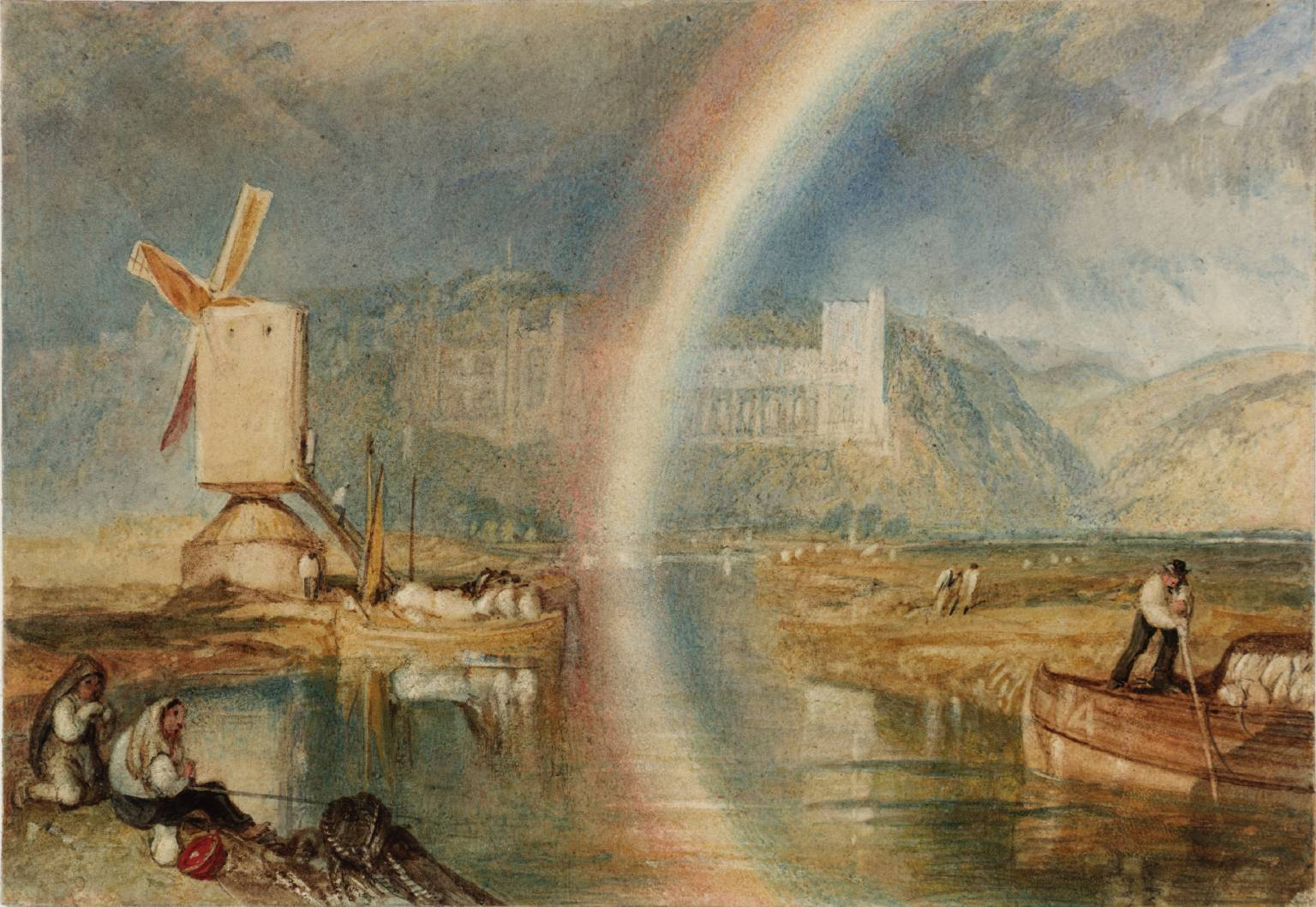
William Turner, Arundel Castle, aquarelle de 1824.
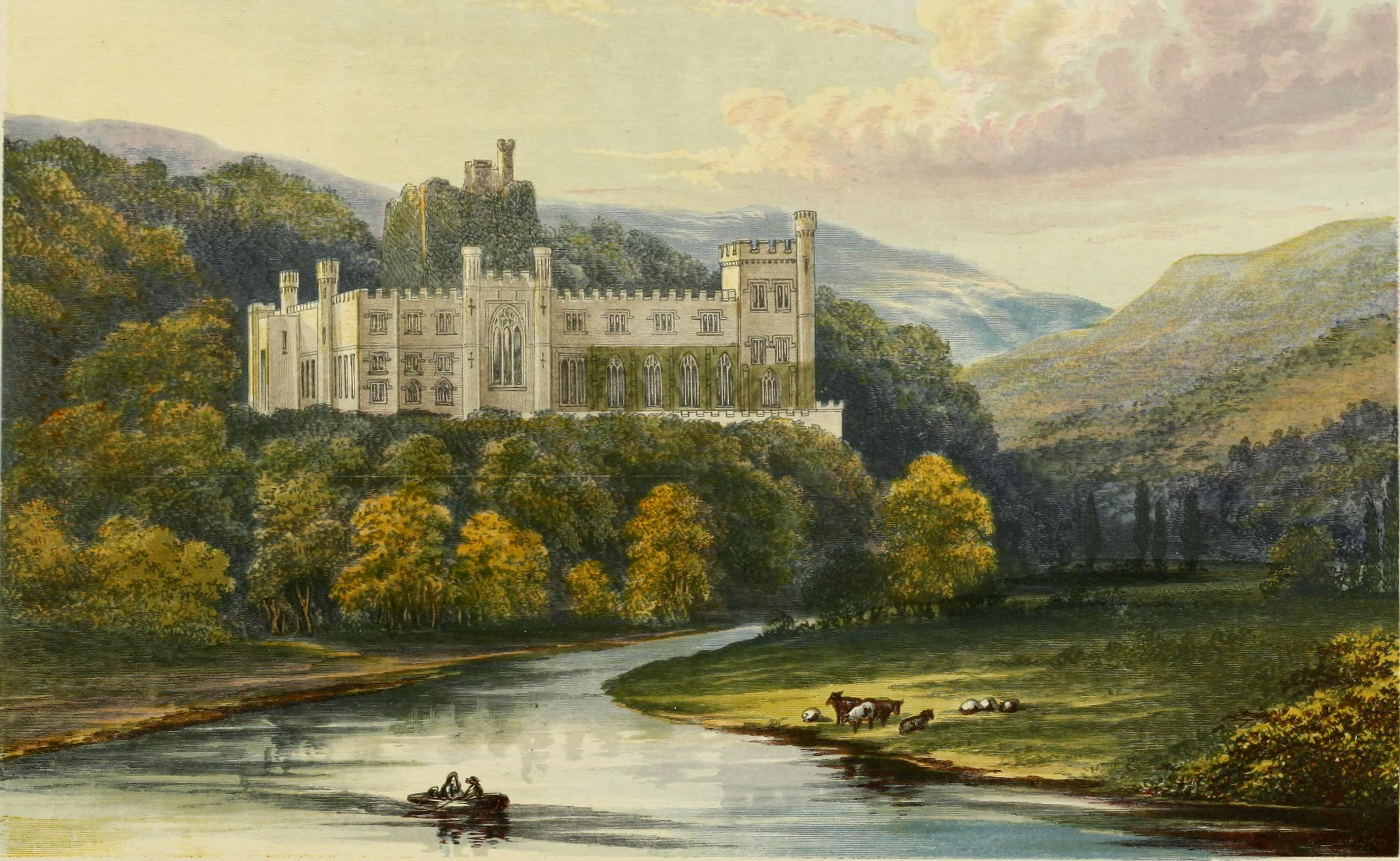
Le château d'Arundel par Francis Orpen Morris, 1840.

## Bande dessinée
Charles Dierick, membre des Studios Hergé, cherche parmi la documentation d'Hergé un château évoquant celui de L'Île Noire, septième album des Aventures de Tintin. Trois d'entre eux servent très probablement de modèle pour l'intrigue. Il s'agit d'après une gravure ancienne du château de Warwick, toujours selon une gravure ancienne et un cliché du château d'Arundel et pour l'intérieur du château de Beersel.